# Dobbeplas (Nootdorp)
De Dobbeplas is een recreatieplas en -gebied van 64 ha in het Nederlandse dorp Nootdorp. Het gebied ligt op de grens met het Bieslandse Bos en Pijnacker. De plas werd gegraven van 1986 tot 1994.
De plas heeft een surfoever, een zandstrand, speel- en ligweide en diverse paden. Tevens is er een skeelerbaan gerealiseerd tussen de plas en de historische molen Windlust. Er is een apart hondenstrandje.
De diepte van de plas is maximaal 2 tot 2,5 meter, waardoor de plas minder geschikt is voor sportduiken.